# Пилинський Микола Миколайович
Микола Миколайович Пилинський (15 липня 1932, Харків — 20 листопада 1997, Київ) — український науковець-мовознавець, педагог. Доктор філологічних наук (1976), професор (1989). Лауреат Державної премії УРСР в галузі науки і техніки (1971). Засновник власної наукової школи, дослідник у галузях лексикології, лексикографії, культури мови, стилістики української мови.
Понад 25 років — науковий співробітник Інституту мовознавства імені О. О. Потебні АН УРСР (1961—1987), з яких 10 років — завідувач відділу культури мови. Останні 10 років науково-педагогічної роботи керував кафедрою російської мови Київського державного педагогічного інституту імені Михайла Драгоманова (1987—1997). Автор понад 100 наукових робіт.

## Життєпис
Народився 15 липня 1932 року в Харкові. У 1955 році закінчив філологічний факультет Київського державного університету імені Тараса Шевченка.
З 1961 року — науковий співробітник відділу лексикології та лексикографії Інституту мовознавства імені О. О. Потебні АН УРСР під керівництвом Леоніда Паламарчука. Через два роки здобув науковий ступінь кандидата філологічних наук, захистивши дисертацію на тему «Отражение лексики украинского литературного языка в украинской лексикографии».
У 1976 році здобув науковий ступінь доктора філологічних наук, захистивши дисертацію на тему «Проблемы нормализации современного украинского литературного языка». Через рік очолив відділ культури мови Інституту мовознавства.
З 1987 року — завідувач кафедри російської мови Київського державного педагогічного інституту імені Михайла Драгоманова (КДПІ). Через два роки затверджений у вченому званні професора.
Жив у Києві, в будинку № 5-7 по вулиці Орджонікідзе. Помер у 65-річному віці 20 листопада 1997 року. Похований на Лісовому кладовищі Києва.

## Наукова та громадська діяльність
Автор понад 100 наукових робіт. Серед учнів Миколи Пилинського — науковці Наталія Хруцька, Тетяна Слива, Олена Конєєва тощо.
У 1963 році громадський резонанс мав виступ Миколи Пилинського на Республіканській конференції в Києві про надання українській мові статусу державної. У 1967 році виступив співзасновником журналу «Мовознавство», протягом 20 років обіймав посаду заступника головного редактора часопису. У 1977—1987 роках — відповідальний редактор журналу «Культура слова».
Співукладач і редактор низки словників, зокрема «Українсько-російського словника» (1964), «Російсько-українського словника синонімів» (1995). У 1968 році виступив співукладачем 2 та 3 томів «Російсько-українського словника», за що, зокрема, у 1971 році був нагороджений Державною премією УРСР в галузі науки і техніки. Працював над створенням курсу «Сучасна українська літературна мова».
Автор наукових робіт з історії української лексикографії, що стосуються Бориса Грінченка, Миколи Руберовського, Олександра Афанасьєва-Чужбинського тощо. Приділяв значну увагу мовотворчості українських літераторів, зокрема Івана Котляревського та Тараса Шевченка.
Багаторічна колега професора Пилинського, Катерина Ленець, відзначала, що його монографія «Мовна норма і стиль» є фундаментальною для української стилістики та культури мови. Академік Світлана Єрмоленко до 70-річчя від дня його народження писала:
|  | Науковим розвідкам М. М. Пилинського властивий прозорий, ясний стиль викладу. Мабуть, багаторічна редакторська практика привчала до простоти, зрозумілості, дохідливості висловленої думки, тобто автор завжди думав про читача. Він був багатогранною людиною: був залюблений у Київ, його архітектурні пам’ятки, любив подорожувати, умів гарно читати вірші, знав добре зарубіжну літературу, тонко відчував стиль перекладу. |

Вільно володів українською, російською, білоруською, польською, англійською, німецькою та французькою мовами.
На кафедрі російської мови КДПІ створив власну наукову школу, керував роботами аспірантів, викладав курси «Мовознавство» та «Загальне мовознавство», входив до складу спеціалізованих вчених рад із захисту кандидатських і докторських дисертацій.

## Науковий доробок (частковий)
- Отражение лексики украинского литературного языка в украинской лексикографии: диссертация кандидата филологических наук : 10.00.00. — Киев, 1961. — 362 с.
- Русско-украинский словарь: [Около 120000 слов]: [В 3 т.] / Ред. коллегия:… акад. И. К. Белодед (пред.) [и др.] ; АН УССР. Ин-т языкознания им А. А. Потебни. — Киев: Наукова думка, 1968-. — 3 т.; 25 см. Т. 2: Н — Приять. Т. 2 / Сост. Л. А. Коробчинская, Е. В. Ленец, Н. Н. Пилинский и др. ; Ред. С. И. Головащук и др. — 1968. — VIII, 756 с.
- Проблемы нормализации современного украинского литературного языка: диссертация доктора филологических наук : 10.02.02. — Киев, 1975. — 398 с.
- Мовна норма і стиль / М. М. Пилинський ; АН УРСР, Ін-т мовознав. ім. О. О. Потебні. — К. : Наукова думка, 1976. — 288 с.
- Пилинський М. М. Експресивність стилю масової політичної інформації // Мовознавство. — 1977. — № 5. — С. 35–46.
- Сопоставительная стилистика русского и украинского языков: [Учеб. пособие для филол. фак. ун-тов и пед. ин-тов] / Г. П. Ижакевич, В. И. Кононенко, Н. Н. Пилинский, В. А. Сиротина; Отв. ред. В. И. Кононенко. — Киев: Вища школа, 1980. — 207 с.
- Взаємодія усних і писемних стилів мови / Відп. ред. М. М. Пилинський. — К.: Наукова думка, 1982. — 180 с.
- Стиль і час: хрестоматія / АН УРСР, Ін-т мовознав. ім. О. О. Потебні ; упоряд., комент. Г. М. Колесник [та ін.] ; відп. ред. М. М. Пилинський. — К. : Наукова думка, 1983. — 250 с.
- Взаємодія художнього і публіцистичного стилів української мови / Пилинський М. М., Дзюбишина-Мельник Н. Я., Ленець К. В. та ін. — К.: Наукова думка, 1990. — 216 с.
- Формирование и развитие структуры современного русского литературного языка: Сб. науч. тр. / Киев. гос. пед. ин-т им. А. М. Горького; [Редкол.: Н. Н. Пилинский (отв. ред.) и др.]. — Киев: КГПИ, 1991. — 114 с.
- Русско-украинский словарь синонимов: АБВГ… / Н. П. Башнякова, Г. П. Вишневская, Н. Н. Пилинский, Т. К. Черторижская ; под редакцией Н. Н. Пилинского. — Киев: Освiта, 1995. — 271 с.
- Система і структура східнослов'янських мов: міжкафедральний збірник наукових праць / Український держ. педагогічний ун-т ім. М. П. Драгоманова ; ред. М. М. Пилинський. — К. : [б.в.], 1997. — 173 с.
- Тенденции в изменении стилистической маркированности лексики современного русского языка (на материале лексикографии новейшего периода) / Н. Пилинский, Н. Хруцкая // Система і структура східнослов'янських мов: зб. наук. пр. — К. : УДПУ, 1997. — С. 133—134.